# Francs-tireurs et partisans
Pour les articles homonymes, voir FTP et Franc-tireur (homonymie).
Ne doit pas être confondu avec Francs-tireurs partisans ou Franc-Tireur.
Les Francs-tireurs et partisans français (FTPF), également appelés Francs-tireurs et partisans (FTP), est le nom du mouvement de résistance intérieure française créé à la fin de 1941 et officiellement fondé en 1942 par la direction du Parti communiste français. Il regroupe les trois organisations armées communistes, indépendantes l'une de l'autre jusqu'en novembre 1941, l'« Organisation spéciale », les Bataillons de la jeunesse et les « groupes spéciaux » de la Main-d'œuvre immigrée (MOI), toutes trois intégrées FTPF, chapeautés par un comité militaire dirigé par Charles Tillon et placés sous la direction du « Front national » fondé par le PCF par un appel publié le 15 mai 1941 dans son quotidien L'Humanité en vue d'un vaste rassemblement patriotique ouvert aux non-communistes pour rallier les différentes composantes de la société française.

## Histoire

### La création (fin 1941)
C’est uniquement après la rupture du pacte germano-soviétique et l’invasion de l’URSS par les troupes hitlériennes, le 22 juin 1941 que la direction du Parti communiste français clandestin représentée par Jacques Duclos décide, sur ordre de l’Internationale communiste, de mettre sur pied une organisation de lutte armée. En effet, en juillet 1941, le PCF, comme les autres partis communistes d’Europe occupée, reçoit un ordre de Moscou d’entrer dans la lutte armée en organisant des détachements de partisans afin d'organiser une guerre de partisans derrière les lignes ennemies et terroriser l'ennemi. Charles Tillon, qui avait rejoint le secrétariat du parti dans la région parisienne, aux côtés de Jacques Duclos et Benoît Frachon, est chargé de l’organisation de la lutte armée.
Dans l’immédiat, ce sont surtout des vétérans des Brigades internationales en Espagne et des jeunes communistes parisiens qui sont recrutés au titre de l’Organisation spéciale (OS), sous la direction du colonel Jules Dumont, pour former des groupes affectés à la lutte armée. Albert Ouzoulias, responsable politique des Bataillons de la jeunesse, rejoindra plus tard les FTP avec les jeunes qui auront survécu à la traque des Brigades spéciales des renseignements généraux de la préfecture de police de Paris.
Pendant qu’Ouzoulias met sur pied les Bataillons de la Jeunesse, Eugène Hénaff, un syndicaliste de 37 ans qui vient de s’évader du camp de Châteaubriant, déploie une activité intense pour recruter des militants volontaires. « Ça ne se bousculait pas au portillon », a-t-il raconté, en évoquant cette époque. À partir d’octobre 1941, tous les volontaires recrutés par Ouzoulias et Hénaff sont regroupés dans une formation unique, l’OS, dans laquelle Hénaff prend le titre de « commissaire politique » avec Ouzoulias comme adjoint. L’organisation prend ensuite le nom de TP (Travail Particulier). Ce n’est qu’au début de l’année 1942 que le nom de FTPF (Francs-Tireurs et Partisans Français) ou plus simplement FTP est adopté.

### Le Comité militaire national
Dès octobre 1941, la direction du parti avait décidé la création d’un Comité militaire national (CMN), dont Tillon est le chef et dont les premiers membres, outre Hénaff et Ouzoulias, sont Georges Beyer et Jules Dumont.
En fait, Dumont, lieutenant-colonel de réserve, a été « mis au vert » à la suite d'arrestations dont il est tenu pour responsable par imprudence et il ne participe même pas à la première réunion. Il est remplacé au poste de commissaire militaire par Georges Vallet, permanent du parti et ancien commissaire politique dans les Brigades internationales. Hénaff, Ouzoulias et Vallet se rencontrent très fréquemment au début de l’année 1942. Ouzoulias remplace Vallet à partir de mai 1942. Au cours de l’année 1943, Dumont et Vallet sont tous deux arrêtés, torturés et fusillés.
Les réunions du CMN se tiennent d’abord à Palaiseau, à l’ancien domicile de Charles Tillon qui a déménagé à Limours en janvier 1942. À partir d’avril 1942, Marcel Prenant, un biologiste de renom qui n’est que sympathisant communiste, intègre le CMN avec le titre de chef d’état-major. L’idée est de mettre en avant une personnalité assez titrée pour des prises de contact envisagées avec certaines factions de la Résistance non-communistes.
Vers le mois de juin 1942, les réunions du CMN sont déplacées dans un pavillon du hameau de Lozère, très près de la ligne de Sceaux, entre Palaiseau et Orsay. Début 1943, Hénaff doit être mis au vert. Il est remplacé au poste de commissaire politique par Ouzoulias, lui-même remplacé par René Camphin au poste de commissaire militaire. Prenant est arrêté en janvier 1943. Laurent Casanova avait été inséré à l’équipe à la fin de 1943, avec l’idée de l’envoyer représenter les FTP à Alger auprès du CFLN. Trois hommes seront donc restés au CMN pendant toute la durée de vie des FTP : Tillon, Ouzoulias et Beyer.

### France d'abordet autres publications

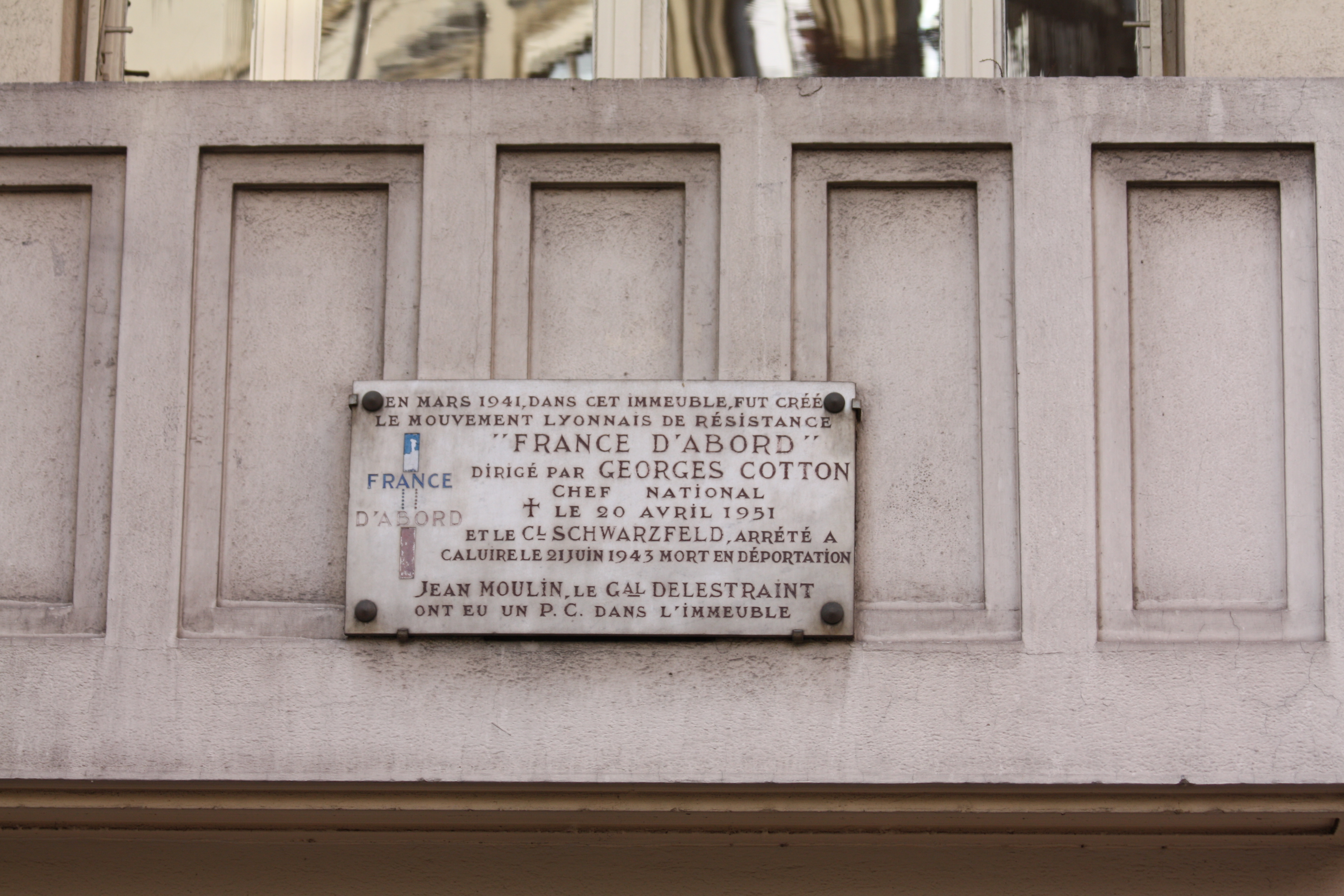
Plaque commémorant la création de France d'abord située à l'angle des rues Victor-Hugo et Sala à Lyon.

L’une des tâches du CMN, et en particulier de Charles Tillon, est la rédaction du journal des FTP, France d’abord, dont paraîtront 62 numéros, de janvier 1942 à la Libération. Le journal, dont l’exergue est « Chasser l’envahisseur », est destiné aux militants. Il publie des récits de lutte armée, des communiqués militaires, des mots d’ordres. Il existe des éditions régionales de ce bulletin.

### Le CMZ et les FTP en zone sud
Les FTP, dont la vocation est de mener la lutte contre l’occupant, se développent d’abord exclusivement en zone occupée. Ce n’est qu’après novembre 1942 et l’occupation de la zone sud que les communistes entreprennent d’y développer également les FTP. En zone sud, les FTP sont chapeautés par le Comité militaire de la Zone sud (CMZ) dont Tillon reconnaîtra qu’il n’a pas de relations de subordination avec le CMN. Le CMZ siège à Lyon, et ses membres, André Jacquot, Boris Guimpel, Mathieu Puyo et Francisque Jommard, ont été désignés par les représentants du PCF en zone sud, Raymond Guyot et Léon Mauvais. Tillon avait rencontré une fois le responsable du CMZ, André Jacquot, aux Vaux-de-Cernay, avant que ce dernier ne soit arrêté en mai 1944, avec toute l’équipe du CMZ, à la suite d’une infiltration par un agent double de la Gestapo et du Komintern, Lucien Iltis. Seul Boris Guimpel parvient à échapper à la rafle menée par Klaus Barbie.
André Jacquot survivra à la déportation. En plus de l’équipe dirigeante, des dizaines de cadres FTP de la zone sud seront alors arrêtés et torturés. À partir de mai 1944, c’est la direction du PCF en zone sud, qui y assume directement la coordination des FTP.

### Évolution des FTP
À partir d’avril 1942, les FTP s’ouvrent aux non-communistes, mais restent toujours sous le contrôle des communistes. D’un côté, les règles de la clandestinité conduisent à cloisonner les structures du parti et celles des FTP. Il y a donc une réelle tendance à l’autonomisation, mais celle-ci s’exprime surtout au niveau local. D’un autre côté, au niveau national, la stratégie des FTP est totalement intégrée à celle du PCF. C’est une volonté politique du PCF qui a fait naître les FTP. La règle des 10% stipulait que chaque instance communiste régionale devait céder 10% de ses effectifs aux FTP, et Tillon devra souvent insister pour que cette règle soit respectée, et qu’elle passe même à 20 %, ce qui n’allait pas sans problème, car beaucoup de cadres du parti ne voulaient pas affaiblir le parti en donnant les meilleurs éléments aux FTP.
Les relations entre Tillon, responsable des FTP, et Auguste Lecœur, responsable de l’organisation du parti, ne seront jamais bonnes. À partir de 1943, lorsqu’une partie relativement importante de la population, surtout jeune, est prête à s’engager dans la Résistance, les FTP en profitent largement et le recrutement déborde très largement le cercle des sympathisants communistes. En 1943, lorsque le Front national, mouvement de masse créé par le PCF, est suffisamment développé, les FTP deviennent officiellement le bras armé du Front national. Cette affiliation dont Tillon et Pierre Villon, responsable du Front national, sont les premiers à reconnaître le caractère purement formel, conforte le poids politique de chacune des deux organisations qui peuvent revendiquer autant de légitimité que les Mouvements unis de la Résistance (MUR) et l’Armée secrète (AS), qui ont regroupé, sous l’égide de Jean Moulin, plusieurs mouvements de résistance de la zone sud.

### Le Service de renseignement: FANA ou Service B
C’est le beau-frère de Charles Tillon, Georges Beyer, qui devient le responsable du service de renseignements des FTP, que l’on connaît sous le nom de Service B ou de FANA. Parmi les dirigeants du réseau, on trouve Marcel Hamon, un professeur de philosophie des Côtes-du-Nord, Victor Gragnon et des anciens des Brigades internationales, Boris Guimpel et Tadeus Oppmann. Les renseignements sont souvent une monnaie d’échange dans les contacts avec le Bureau central de renseignements et d’action (BCRA) gaulliste pour pouvoir bénéficier de parachutages d’armes. D’ailleurs, le BCRA n’est pas le seul interlocuteur du Service B qui entretient également des relations avec les différents services britanniques et l’OSS américain. D’autres informations sont communiquées aux Soviétiques, par exemple celles concernant l’armée Vlassov, bien représentée en France.

### Les maquis FTP
Le modèle d’organisation développé par les FTP est le groupe de combat d’une trentaine d’hommes au maximum. Tillon développe à ce sujet la théorie de la boule de mercure : les groupes de combat doivent être assez mobiles, pour devenir insaisissables. Comme pour les autres mouvements de résistance, le refus par les jeunes du travail forcé en Allemagne (STO) est l’occasion de créer des maquis. Les premiers maquis FTP sont attestés dès le début de l’année 1943.
Selon l’historien Roger Bourderon, jusqu’en juin 1943, France d’abord appelle à la création de vastes maquis, pour se recentrer ensuite sur l’appel à la formation de petits maquis mobiles, tournés vers l’action directe, s’opposant ainsi à la formation de gros maquis mobilisateurs, comme celui du Vercors, jugé « attentiste ». Selon l’historien François Marcot, « les FTP sont longtemps réticents face aux maquis, de crainte qu’ils ne se réduisent à des refuges éloignés de leur terrain d’action privilégiés, la ville…  Dès l’automne 1943, et surtout le printemps 1944, ils créent leurs propres formations… ».
L'un des premiers maquis FTP est celui du Colonel Fabien, en Franche-Comté.
En Dordogne, Roger Ranoux, dit Hercule, reçoit bientôt le commandement d’un petit groupe de FTP baptisé Lucien Sampaix. André Dufour, futur député de l'Isère, résistant, est affecté en Dordogne, toujours comme secrétaire régional, siégeant à l’état-major départemental des FTP. adjoint au CER Édouard Valéry. Solange Sanfourche agent de liaison portait les courriers à André Dufour, alias Olivier, du CER. En 1944, Yves Péron devient l’un des responsables de la Résistance en Dordogne sous le nom de lieutenant-colonel Cailloux.
Le 16 juillet 1944, alors qu'il vient prendre le commandement de l’interrégion FTP, Jacques Chapou est arrêté à l’entrée de Bourganeuf par un barrage. Encerclé par les Allemands, blessé, il décharge son revolver, touchant plusieurs d'entre eux, et se tue avec la dernière balle.
Le groupe FTP Ricco a été engagé au combat du pont de Lasveyras. Roger Delon sera l’un des rares rescapés. Le lieu du massacre est situé sur le territoire de la commune de Beyssenac, à la limite du département de la Dordogne. De nombreux suppliciés de ce massacre étaient originaires de la Dordogne. Le 16 février 1944, les Allemands avaient fusillé 34 réfractaires au STO et en avaient déporté 12,. Une opération pour libérer Eugène Connangle et ses camarades réussit ce 1er mars 1944 à Tulle, opération montée sur les instructions de Georges Lassalle, qui sera abattu avec 26 hommes dont Georges Dumas (résistant), le 26 mars 1944, à Brantôme par des éléments de la Brigade nord-africaine placée sous le commandement d’Alexandre Villaplane. Le peloton d’exécution pourrait avoir été commandé par August Meier, Kommandeur de la Sipo-SD de Limoges. Cette opération à laquelle Edouard Valéry, commissaire aux opérations pour la Corrèze, et Fernand Dupuy, autre responsable ont activement participé.
Le 22 juillet 1944, Charles Platon, ministre des Colonies dans le gouvernement de Vichy dirigé par Philippe Pétain, de 1940 à 1943, hostile à Charles de Gaulle, capturé dans sa maison de Pujols par des maquisards FTP de la Dordogne (6e bataillon) des Forces françaises de l'intérieur. Il est conduit au PC du sous-secteur C de la Dordogne à Saint-Jean-d'Eyraud, où il est traduit devant une cour martiale présidé par Michel Schneersohn. L'accusation pour collaboration avec le Troisième Reich est soutenue au vu des documents découverts au domicile de Charles Platon. La défense est assurée par André Urbanovitch (alias « double-mètre » en raison de sa taille). La peine de mort est prononcée le 24 juillet 1944. Il est fusillé le 28 août 1944 dans les allées du domaine de la Querrerie,.
En août 1944, dirigeant les maquis de l'Armée secrète et des FTP de Dordogne Sud, Henri Adeline, poursuit les colonnes allemandes qui se replient sur Bordeaux. Il libère Bergerac, Libourne, puis Bordeaux.
En Charente, le maquis de Chabanais devenu le « maquis Bernard », du nom de son commandant Bernard Lelay (Colonel Bernard), comprend 2500 hommes, soit 12 compagnies et 4 bataillons. Il participe aux combats de Chabanais (29-30 juillet et 1er août 1944), Aixe-sur-Vienne, à la prise de Limoges (18 au 21 août 1944) et à la Libération d'Angoulême (du 27 au 31 août 1944) entre autres.
Le maquis de la Haute-Vienne, dirigé par Georges Guingouin, désigne une vaste région contrôlée par le maquis. Guingouin, un instituteur communiste, avait pris le maquis vers le début de l’année 1941, avant la création des FTP. On le surnomme le « préfet du maquis ».
En 1944, la Haute-Vienne est le département qui compte le plus grand nombre de résistants armés, soit environ 8 000 hommes. Peu discipliné vis-à-vis de la direction communiste en zone sud représentée par Léon Mauvais, Guingouin reçoit la capitulation sans conditions des forces allemandes occupant Limoges le 21 août 1944, après avoir fait encercler la ville.
En septembre 1943, Henri Rol-Tanguy est nommé représentant des FTP au Comité d'Action contre la Déportation (CAD) que dirige Yves Farge. Action de résistant de Yves Farge est à travers des contacts avec Emmanuel d'Astier de La Vigerie, Georges Bidault, Jean Moulin et le général Charles Delestraint.
Parmi les autres maquis FTP, on peut citer le maquis Vauban, dans le Morvan. Dans le département de la Meuse, des combattants FTPF venus du Pas-de-Calais et FTP-MOI venus de Toulouse en mars 1944 organiseront plus de mille combattants, dont environ deux cent cinquante prisonniers de guerre soviétiques et polonais évadés. Après le 31 août 1944, date de la Libération du département, bon nombre d'entre eux se joindront à la colonne Fabien et à la 1re armée.

### FTP-MOI
Les FTP-MOI sont issus de la main-d’œuvre immigrée (MOI), structure mise en place dans les années 1920 et qui permettaient aux étrangers vivant en France d’être intégrés à l'Internationale communiste sans dépendre directement de la section française, c’est-à-dire du PCF. Au moment même où le PCF décide de créer les FTP, il décide également de créer des groupes de FTP-MOI dans la région parisienne. Ces groupes peuvent collaborer avec les FTP, mais ils sont rattachés directement à Jacques Duclos, qui a le contact direct avec l’Internationale communiste et d’une façon plus générale avec Moscou.
Parce qu’ils n’attendent aucune clémence de la part des Allemands, parce que le régime de Vichy ne leur laisse guère de choix en dehors de la clandestinité ou de l’internement, les différents groupes FTP-MOI, composés principalement de résistants juifs, sont particulièrement déterminés dans la lutte contre l’occupant. Parce qu’ils dépendent directement du Komintern, par l’intermédiaire de Duclos, on a souvent pensé que ce sont eux que l’on envoie en première ligne lorsque vient l’ordre de Moscou d’intensifier le combat, alors que les groupes français sont beaucoup plus insérés dans une dynamique nationale. Le roumain Boris Holban a longtemps été le responsable des groupes parisiens. Il est ensuite remplacé par Missak Manouchian et lorsque ce dernier est arrêté, c’est à nouveau Holban qui prend le commandement, début 1944.
Des maquis MOI ont également joué un rôle de première importance dans la zone sud, par exemple pour la libération des villes de Lyon, de Toulouse et de Marseille.

### Guérilla urbaine
À Paris, Joseph Epstein, alias colonel Gilles, se voit confier début 1943 le commandement des combattants FTP de l’ensemble de la région parisienne où, selon Albert Ouzoulias, il forme de véritables commandos de quinze combattants, permettant de réaliser un certain nombre d’actions spectaculaires qui n’auraient pas été possibles avec les groupes de trois qui étaient la règle dans l’organisation clandestine depuis 1940. De juillet à octobre 1943, il y a ainsi à Paris une série d’attaques directes contre des soldats ou des officiers allemands. Ces commandos sont de plus en plus constitués d’étrangers de la MOI. Le groupe de Manouchian est le plus célèbre. Ont-ils été sacrifiés parce qu’ils étaient étrangers ? En fait, depuis 1941, les pertes parmi les groupes armés parisiens ont été énormes dans tous les groupes FTP, français ou étrangers.

### La fusion des FTP et de l’Armée secrète, pour former en 1943 les FFI
En 1942[réf. nécessaire], les deux principaux mouvements de résistance non-communistes de la zone sud, Combat et Libération-Sud reconnaissent l’autorité de la France libre, devenue France combattante, et se mettent d’accord pour constituer l’Armée secrète (AS). À cette époque, les communistes viennent tout juste de prendre contact avec l’envoyé du général De Gaulle, le colonel Rémy. Fernand Grenier, qui arrive à Londres en janvier 1943, est le premier représentant du PCF auprès de la France combattante. Il est également porteur d’une lettre du chef des FTP Charles Tillon avec qui il a passé le jour de Noël 1942.

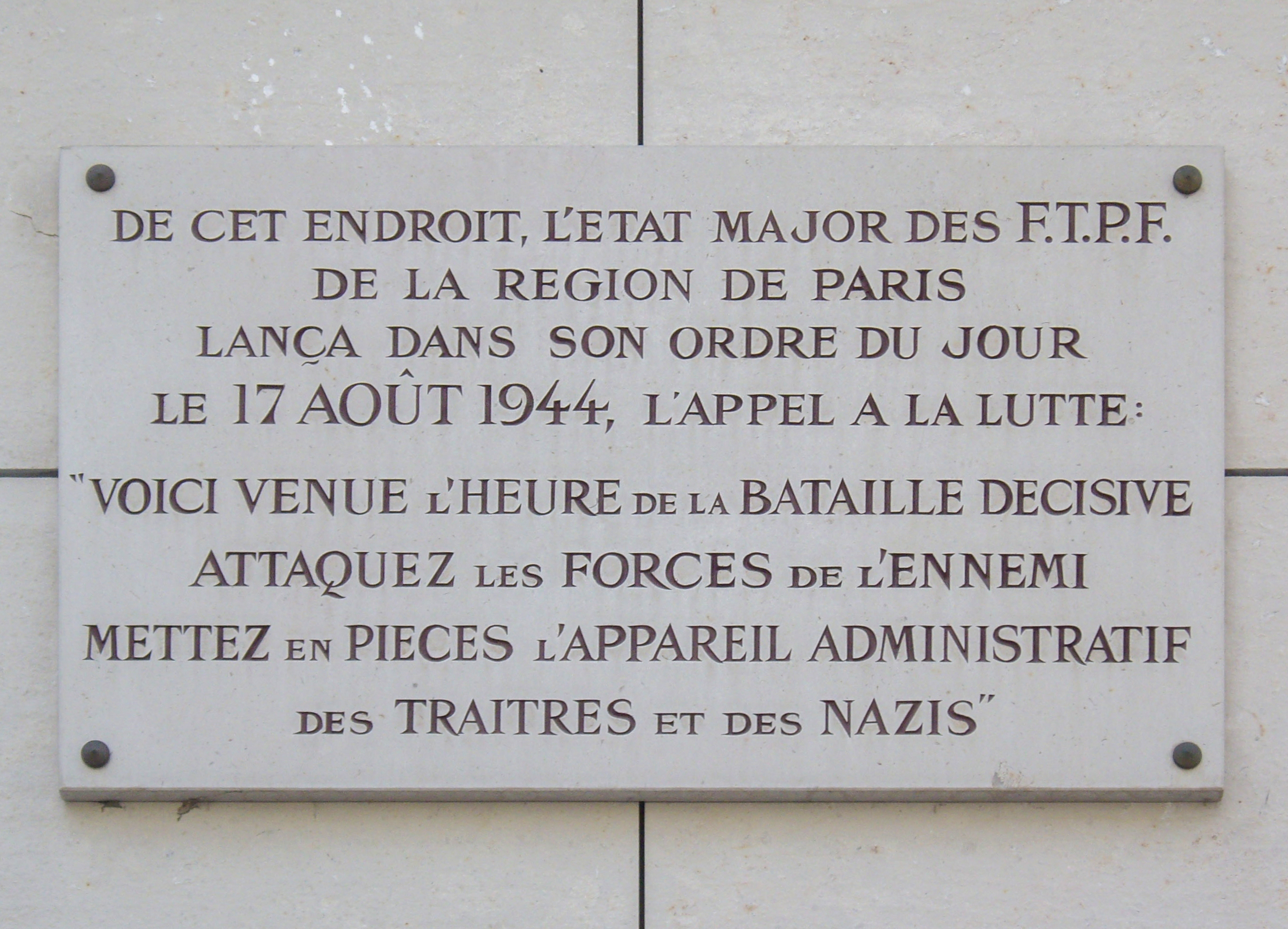
Plaque apposée au no 116 de l’avenue d’Italie commémorant l’appel à la lutte lancé par les FTPF de la région parisienne le 17 août 1944 à la veille de la libération de Paris.

La fusion théorique entre les FTP et l’Armée secrète a lieu le 29 décembre 1943, donnant naissance aux FFI dont le général Koenig est nommé chef le 23 mars 1944. En fait, l’intégration est beaucoup plus tardive que la date théorique, et dans certaines régions, elle ne se produira jamais.
En Haute-Savoie, lieu important de la Résistance, la Brigade rouge internationale de Léopold Martin illustre comment des éléments issus de la matrice FTP refusèrent l'alliance avec l'Armée secrète. Dans ce territoire rural et catholique, l'Armée secrète était marquée par l'idéologie anticommuniste de ses principaux responsables, comme Jean Valette d'Osia.
À Paris, les conditions sont plus favorables à une réelle intégration, peut-être parce que c’est le lieu où siège le COMAC, permettant une négociation directe entre le représentant communiste Pierre Villon et le délégué militaire national (DMN), Chaban. C’est un FTP, Henri Rol-Tanguy, qui est nommé en juin 1944 chef des FFI de la région parisienne. Lors de la Libération de Paris, les FTP sont ainsi parfaitement intégrés aux FFI.

## Bilan de l'action des FTP
Selon l'historien Franck Liaigre qui a réalisé la première étude scientifique complète des Francs-tireurs et partisans (2015), « les FTP n'ont pas infligé de pertes sévères aux Allemands ». Il montre que les collaborateurs sont leur cible principale à partir de 1944, ainsi que de très nombreuses attaques de banques et de postes, pour se procurer des fonds. Il rétablit les effectifs réels en soulignant leur modicité : seulement 282 pour toute la région parisienne en juillet 1942. Paradoxalement, les Allemands, en choisissant de médiatiser les procès des FTP, favoriseront leur notoriété.

## Arts et littérature
Du 21 août 1941 au 21 juillet 1944, les Allemands ont fusillé 218 résistants dans les fossés de la Citadelle d'Arras, parmi lesquels 130 mineurs, souvent des FTP, ayant participé à la grève des mineurs du Nord-Pas-de-Calais (1941)[source insuffisante] et dix cheminots dont les deux frères d'Arras Paul Camphin et Maurice Camphin, tous les deux atrocement torturés. La direction des FTP donne leur nom à la fin de 1943 au détachement no 12 des "Francs-tireurs et partisans" du Pas-de-Calais.

### Sources
- Roger Bourderon, article « Francs-tireurs et partisans français », tiré du Dictionnaire historique de la Résistance dirigé par François Marcot, Robert Laffont, 2006.
- Emmanuel de Chambost, La direction du PCF dans la clandestinité (1941-44), L’Harmattan, 1997.
- Roger Faligot, Rémi Kauffer, Service B, Fayard, 1985.
- Denis Peschanski, article « Francs-tireurs et partis.ans de la Main-d’œuvre immigrée » tiré du Dictionnaire historique de la Résistance, dirigé par François Marcot, Robert Laffont, 2006.
- Albert Ouzoulias, Les Fils de la nuit, Grasset, 1994.
- François Marcot, article « Maquis » tiré du Dictionnaire historique de la Résistance dirigé par François Marcot, Robert Laffont, 2006.